# 102 î.Hr.

## Nașteri
- dată necunoscută: Salvius  (d. 100 î.Hr.)

## Decese
- dată necunoscută: Caius Lucilius  (n. 180 î.Hr.)